# Mariela Quesada
Mariela Quesada (ur. 8 lipca 1987) – kostarykańska siatkarka, grająca jako przyjmująca. Obecnie występuje w drużynie Santa Barbara.